# アコーホテルズ
アコー (Accor) は、フランスを本拠とし、世界規模で展開するホテルチェーン。ユーロネクスト・パリ上場企業。

## 概要
世界中90か国以上で3,500軒以上のホテルを展開している。その売上の内訳を他の大手ホテルチェーンと比較すると、他の大手ホテルチェーンは北米に集中しているのに対し、アコーホテルズはヨーロッパ市場で売上の大半を占めている。アコーホテルズは北米での力が比較的弱く、全売上の約20％に過ぎない。パリにある屋内競技場アコーホテルズ・アレナの命名権を持っている。
2015年12月、同業のFRHIホールディングスを買収すると発表した。2016年7月に買収を完了し、新たにフェアモント・ホテル、ラッフルズ・ホテル、スイス・ホテルの3ブランドが加わることになった。
日本では2023年7月に、従来大和ハウス工業傘下だったDAIWA ROYAL HOTEL（大和リゾート、現：デスティネーション・リゾーツ＆ホテルズ・マネジメント）の運営に参画した。2024年4月より、同社傘下のホテルを「グランドメルキュール」「メルキュール」の傘下ブランドにリブランドした。

## 主なブランド
- ソフィテル (Sofitel)：最上級ホテル・リゾートブランド
  - ソフィテル・SO（Sofitel SO）：都市型リゾートホテル
  - ソフィテル・レジェンズ（Sofitel Legends）：歴史的なホテルに使用
- プルマン (Pullman)：上級ホテルブランド
- Ｍギャラリー（MGallery)：上級ブティックホテルブランド
- グランドメルキュール (Grand Mercure)：上級フルサービスホテルブランド。中国では「美爵酒店（Mei Jue）」ブランドと併用される。日本において2024年からダイワリゾート系のホテルがグランドメルキュールにリブランドされているが、リブランドされたグランドメルキュールにはサービスが一切ないホテルも多いので利用には注意が必要である。（例：グランドメルキュール札幌大通公園、グランドメルキュール沖縄残波岬リゾート他）
- メルキュール (Mercure)：中級ホテルブランドで、アコーホテルズ内最大の規模を持つ。
- ノボテル (Novotel)：中級ホテルブランド。室内はモダンなインテリアで知られる。
  - スイート・ノボテル：全室スイート・ホテル
- アダージョ：長期滞在型（アパルトマン）ホテル
- イビス (Ibis)：エコノミー型ホテルブランド
  - イビススタイルズ (Ibis Styles)：旧「All Seasons」廉価型ホテルブランド
  - イビスバジェット (Ibis Budget)：旧「Hotel Formule 1、Etap Hotel」最廉価型ホテル

### フェアモント・ラッフルズ・ホテルズ・インターナショナル（FRHI）など
- フェアモント・ホテル（Fairmont Hotel）：最上級ホテル・リゾートブランド
- ラッフルズ・ホテル（Raffles Hotels）：最上級ホテル・リゾートブランド
- スイスホテル（Swissôtel）：上級ホテルブランド
- プルマン・ホテルズ・アンド・リゾーツ（Pullman Hotels and Resorts）

バジェットホテル（廉価ホテル）からラグジュアリーホテル（高級ホテル）まで、幅広いカテゴリーのブランドのホテルを持っているホテルチェーンは、アコーだけである。
以前、東京の六本木にあった「ホテルアイビス六本木」はアルファベットで「Ibis」と表記するがアコーホテルズとは無関係であった。

## 日本における展開
プルマン
- プルマン東京田町（運営会社：エイ・エイ・ピー・シー・ジャパン）

Mギャラリー
- ホテル創成札幌 Mギャラリー（旧ホテルクラビーサッポロ）

グランドメルキュール
- グランドメルキュール札幌大通公園（旧ロイトン札幌、運営会社：デスティネーション・リゾーツ＆ホテルズ・マネジメント）
- グランドメルキュール那須高原リゾート&スパ（旧Royal Hotel 那須、運営会社：デスティネーション・リゾーツ＆ホテルズ・マネジメント）
- グランドメルキュール南房総リゾート&スパ（旧Hotel & Resorts MINAMIBOSO、運営会社：デスティネーション・リゾーツ＆ホテルズ・マネジメント）
- グランドメルキュール八ヶ岳リゾート&スパ（旧Royal Hotel 八ヶ岳、運営会社：デスティネーション・リゾーツ＆ホテルズ・マネジメント）
- グランドメルキュール浜名湖リゾート&スパ（旧THE HAMANAKO、運営会社：デスティネーション・リゾーツ＆ホテルズ・マネジメント）
- グランドメルキュール伊勢志摩リゾート&スパ（旧Hotel & Resorts ISE-SHIMA、運営会社：デスティネーション・リゾーツ＆ホテルズ・マネジメント）
- グランドメルキュールびわこリゾート&スパ（旧Hotel & Resorts NAGAHAMA、運営会社：デスティネーション・リゾーツ＆ホテルズ・マネジメント）
- グランドメルキュール奈良橿原（旧THE KASHIHARA、運営会社：デスティネーション・リゾーツ＆ホテルズ・マネジメント）
- グランドメルキュール和歌山みなべリゾート&スパ（旧Hotel & Resorts WAKAYAMA-MINABE、運営会社：デスティネーション・リゾーツ＆ホテルズ・マネジメント）
- グランドメルキュール淡路島リゾート&スパ（旧Hotel & Resorts MINAMIAWAJI、運営会社：デスティネーション・リゾーツ＆ホテルズ・マネジメント）
- グランドメルキュール別府湾リゾート&スパ（旧Hotel & Resorts BEPPUWAN、運営会社：デスティネーション・リゾーツ＆ホテルズ・マネジメント）
- グランドメルキュール沖縄残波岬リゾート（旧Royal Hotel 沖縄残波岬、運営会社：デスティネーション・リゾーツ＆ホテルズ・マネジメント）

メルキュール
- メルキュールホテル札幌 （運営会社：エイ・エイ・ピー・シー・ジャパン）
- メルキュールホテル横須賀（旧横須賀プリンスホテル→ホテルトリニティ横須賀、運営会社：エイ・エイ・ピー・シー・ジャパン）
- ザ サイプレス メルキュールホテル名古屋（ナカモの関連会社のナカモサンルートによるフランチャイズ） - 2011年4月1日に、同じアコーホテルズブランドの「ソフィテル・ザ・サイプレス名古屋」から現名称に変更、（運営会社：ナカモサンルート）
- メルキュール飛騨高山
- メルキュールホテル沖縄那覇（運営会社：エイ・エイ・ピー・シー・ジャパン）
- メルキュール京都ステーション（運営会社：エス・ホテルオペレーションズ京都堀川）
- 東急ステイ メルキュール 大阪なんば（運営会社：東急リゾーツ&ステイ） - 東急ステイ・メルキュール共に初となるダブルブランドホテル。2022年12月1日開業。
- メルキュール東京羽田エアポート - 開発はサムティ。2023年11月26日開業。
- メルキュール東京日比谷（旧第一ホテルアネックス・2023年12月19日開業）
- メルキュール宮城蔵王リゾート&スパ（旧Active Resorts 宮城蔵王、運営会社：デスティネーション・リゾーツ＆ホテルズ・マネジメント）
- メルキュール裏磐梯リゾート&スパ（旧Active Resorts 裏磐梯、運営会社：デスティネーション・リゾーツ＆ホテルズ・マネジメント）
- メルキュール長野松代リゾート&スパ（旧Royal Hotel 長野、運営会社：デスティネーション・リゾーツ＆ホテルズ・マネジメント）
- メルキュール富山砺波リゾート&スパ（旧Royal Hotel 富山砺波、運営会社：デスティネーション・リゾーツ＆ホテルズ・マネジメント）
- メルキュール京都宮津リゾート&スパ（旧Hotel & Resorts KYOTO-MIYAZU、運営会社：デスティネーション・リゾーツ＆ホテルズ・マネジメント）
- メルキュール和歌山串本リゾート&スパ（旧Hotel & Resorts WAKAYAMA-KUSHIMOTO、運営会社：デスティネーション・リゾーツ＆ホテルズ・マネジメント）
- メルキュール鳥取大山リゾート&スパ（旧Royal Hotel 大山、運営会社：デスティネーション・リゾーツ＆ホテルズ・マネジメント）
- メルキュール高知土佐リゾート&スパ（旧Royal Hotel 土佐、運営会社：デスティネーション・リゾーツ＆ホテルズ・マネジメント）
- メルキュール福岡宗像リゾート&スパ（旧Royal Hotel 宗像、運営会社：デスティネーション・リゾーツ＆ホテルズ・マネジメント）
- メルキュール佐賀唐津リゾート（旧Hotel & Resorts SAGA-KARATSU、運営会社：デスティネーション・リゾーツ＆ホテルズ・マネジメント）

ノボテル
- ノボテル沖縄那覇　(旧沖縄都ホテル)　沖縄県那覇市、モルガン・スタンレーの関連会社が土地と建物を取得し、2018年1月22日に閉館後、改修をへて同年9月開業。沖縄県内では同じ那覇市にあるメルキュールホテル沖縄那覇に続き二軒目の同ホテルチェーンである。（運営会社：琉球ホテルマネジメント）

イビス
- イビススタイルズ札幌（旧ベストウエスタンホテル札幌中島公園、運営会社：エイ・エイ・ピー・シー・ジャパン）
- イビススタイルズ京都ステーション（旧ホテルビスタ京都［八条口］、運営会社：エイ・エイ・ピー・シー・ジャパン）
- イビススタイルズ東京ベイ（2018年7月開業、運営会社：新浦安ホテルマネージメント）
- イビス大阪梅田（2018年11月開業、運営会社：ワールド・ブランズ・コレクション ホテルズ&リゾーツ）
- イビスバジェット大阪梅田（旧Welina Hotel梅田、運営会社：レジェンドランド大阪）
- イビススタイルズ名古屋（運営会社：エス・ホテルオペレーションズ名古屋）
- イビススタイルズ京都四条（旧ホテルユニゾ四条烏丸、運営会社：エイ・エイ・ピー・シー・ジャパン）
- イビススタイルズ東京銀座（旧ホテルユニゾ銀座、運営会社：エイ・エイ・ピー・シー・ジャパン）
- イビススタイルズ東京銀座East（2023年6月開業）

スイスホテル
- スイスホテル南海大阪

バンヤンツリー（アコーとは業務提携/ALLプログラム参加）
- ギャリア京都二条城（旧京都悠洛ホテルMギャラリー二条別邸、運営会社：ワールド・ブランズ・コレクション ホテルズ&リゾーツ（旧：ホテルWマネジメント））
- ダーワ悠洛京都（旧京都悠洛ホテルMギャラリー、運営会社：ワールド・ブランズ・コレクション ホテルズ&リゾーツ）
- フォリオ・サクラ心斎橋大阪
- Homm Stay ユミハ沖縄

### 開業予定のホテル
- バンヤンツリー東山京都 (2024年開業予定)
- ノボテル奈良（2024年開業予定）
- フェアモント東京（2025年開業予定）
- カッシーア比羅夫ニセコ（2025年開業予定）
- バンヤンツリー箱根芦ノ湖（2026年開業予定）
- バンヤンツリー白馬（2025年開業予定）
- メルキュール能登リゾート&スパ（旧Royal Hotel 能登、運営会社：デスティネーション・リゾーツ＆ホテルズ・マネジメント） - 当初は他のグランドメルキュール及びメルキュールと同じ2024年4月1日に開業予定だったが、令和6年能登半島沖地震のため開業延期。
- ラッフルズ東京（2027年開業予定） - 浜松町駅西口の世界貿易センタービルディング本館の36階から46階に入居予定。
- プルマン東京銀座（2027年末開業予定）

### チェーンを離脱したホテル
- ザ・ヨコハマ・ノボテル - アコーホテルズを離脱し、2006年3月15日に名称をホテルモントレ横浜に変更した。
- ソフィテル東京 - ホテル法華クラブが1994年にプレステージクラスの「ホテルCOSIMA」を開業させたが、同社の経営再建に伴い1999年にアコーへ移管され、名称をソフィテルへ改称した。2006年12月19日をもって営業を終了し、三井不動産レジデンシャルが取得した2007年に解体された。
- 三井ガーデンホテル銀座プレミア - 「ノボテル・アソシエートホテル」として提携。2009年9月30日をもって脱退。
- ホテルフォーミュラ1伊勢崎 - 2012年2月をもって閉館。セレクトホテルグループへ譲渡。現 ホテルセレクトイン伊勢崎。
- ホテルフォーミュラ1沼津 - 2012年2月をもって閉館。セレクトホテルグループへ譲渡。現 ホテルセレクトイン沼津。
- ノボテル札幌 - ケン・コーポレーション関連会社の運営によるフランチャイズ、旧ホテルアーサー札幌。2016年4月1日に「プレミアホテル 中島公園 札幌」にリブランドし、アコーホテルズを脱退。
- ノボテル甲子園 - 泰明ハウジングの運営によるフランチャイズ。以前は白鹿グループの企業が運営していた旧甲子園都ホテル。2017年9月20日に脱退し、翌9月21日からは「ホテルヒューイット甲子園」。
- メルキュールホテル成田 - 大清ホテルズの運営によるフランチャイズ。以前はソラーレホテルズアンドリゾーツが運営していた。アコーホテルズとのフランチャイズ契約期間満了にともない、2018年7月1日に「ホテルウェルコ成田」へリブランド[10]
- イビス東京新宿 - 2021年12月で閉館
- イビススタイルズ大阪難波（旧ホテルメトロThe21、イビススタイルズ大阪を経て2018年7月に現名称に改称、運営会社：ワールド・ブランズ・コレクション ホテルズ&リゾーツ） - 2024年3月31日閉館
- メルキュールホテル銀座東京 （運営会社：エイ・エイ・ピー・シー・ジャパン） - 2024年8月31日閉館